# Паллиса
Паллиса (англ. Pallisa) — город в округе Паллиса, восточного региона Уганды.

## Местоположение
Паллиса находится примерно в 65 километрах по дороге к западу от Мбале, самого большого города в субрегионе. Город расположен в 200 километрах по дороге к северо-востоку от Кампалы, столицы Уганды.

## Обзор
Паллиса находится в сельской местности с ограниченным общественным транспортом.
Большинство детей города и области посещают школы. Когда в учебном заведении проходят экзамены, население Паллисы увеличивается примерно до 40 000 человек. Дети приезжают со всего округа, чтобы пойти в одну из примерно двадцати средних школ. Учащиеся снимают хижину у местных жителей, где проживают по 2-4 человека. Школьники во время занятий и экзаменов полностью обеспечивают себя сами.

## Население
По данным Национальной переписи населения 2002 года, население города составляло 23 650 человек. В 2010 году статистическое бюро Уганды (UBOS) оценило численность населения в 31 200 человек. А 2014 году численность населения возросла до 32 681 человека.

## Достопримечательности
- Штаб-квартира районной администрации города
- Офисы городского совета Паллисы
- Мобильный филиал ПостБанк Уганда
- Кампус университета Буситема, одного из государственных университетов Уганды
- Полиция Уганды
- Дорога Тириньи-Паллиса-Камонколи-Куми, проходящая через центр города